# Canton de Minbya
Le canton de Minbya (birman : မင်းပြားမြို့နယ်) est un canton du district de Mrauk-U, dans l'État de Rakhine, en Birmanie. La ville principale est Minbya (en).

## Histoire
Pendant la guerre civile en Birmanie, Minbya connaît de violents affrontements entre la Tatmadaw et l'Armée d'Arakan. Le canton passe sous le contrôle presque total de l'Armée d'Arakan le 6 février 2024. Cependant, l'école centrale de formation militaire numéro 9 reste un bastion de la résistance de la junte jusqu'au 26 février 2024, date de sa capture.